# Isomerieübergang
Ein Isomerieübergang, auch isomerer Übergang oder isomere Umwandlung genannt, ist der spontane Übergang eines Atomkerns aus einem metastabilen angeregten Zustand in einen weniger hoch angeregten Zustand oder in den Grundzustand. Die Energiedifferenz wird meist als Gammastrahlung abgegeben. Falls die Gamma-Emission durch eine große Drehimpulsdifferenz der beiden Zustände „verboten“, d. h. unwahrscheinlich ist, wird auch besonders bei schweren Atomkernen die Abgabe durch innere Konversion beobachtet. Bei Übergangsenergien deutlich oberhalb 1022 keV (Gesamt-Ruheenergie eines  Elektron-Positron-Paares) tritt insbesondere bei leichten Nukliden auch Innere Paarbildung auf.
Kernisomere werden im Formelzeichen hinter der Massenzahl mit dem Kleinbuchstaben m (für metastabil), häufig auch gefolgt von einer Ziffer (wenn es mehrere dieser Zustände gibt) gekennzeichnet.
Beispiele mit Halbwertszeiten T1/2:
{\displaystyle {}_{\ 73}^{\mathrm {180m} }\mathrm {Ta} \;\;\xrightarrow {\mathrm {IT} } \;\;{}_{\ 73}^{180}\mathrm {Ta} +\gamma \ \ }        mit T1/2 > 1,2·1015 a
{\displaystyle {}\;_{\ 43}^{\mathrm {\ 99m} }\mathrm {Tc} \;\;\xrightarrow {\mathrm {IT} } \;\;{}_{\ 43}^{\ 99}\mathrm {Tc} +\gamma \ \ }  mit T1/2 = 6 h
{\displaystyle {}\;_{\ 27}^{\mathrm {\ 60m} }\mathrm {Co} \;\;\xrightarrow {\mathrm {IT} } \;\;{}_{\ 27}^{\ 60}\mathrm {Co} +\gamma \ \ }  mit T1/2 = 10,5 min
{\displaystyle {}\;\;_{\ 38}^{\mathrm {\ 86m} }\mathrm {Sr} \;\;\xrightarrow {\mathrm {IT} } \;\;\;{}_{\ 38}^{\ 86}\mathrm {Sr} +\gamma \ \ }  mit T1/2 = 0,45 μs
Als „Zerfalls“art wird der Isomerieübergang häufig mit IT (englisch: Isomeric Transition) abgekürzt.